# Desognaphosa bartle
Desognaphosa bartle is een spinnensoort uit de familie Trochanteriidae. De soort komt voor in Queensland.